# Северный (Хвалынский район)
Северный — посёлок в Хвалынском районе Саратовской области, административный центр сельского поселения Северное муниципальное образование.
Население - 666 (2010)

## История
В 1874 году графом О.Л. Медемом были приобретены земли в Фёдоровской волости Хвалынского уезда, на которых находится современный посёлок Северный. Образовавшийся вокруг графского имения хутор в честь хозяйки получил название Александрия. В начале XX века были построены силосная башня, амбары, оранжереи, деревянный ледник, начали работу ферма, сыродельня, в 1907 году была запущена паровая мельница. Двухэтажный барский особняк находился на берегу нижнего пруда, возле которого был организован усадебный парк. Медемам также принадлежали хлебная пристань и рыбные ловли на Волге с близлежащими островами. В 1913 году в Александрии была построена церковь.
В 1918 году имение было национализировано. На месте хутора Александрия возник посёлок Северный – центральная усадьба совхоза №58 и центр Северного сельсовета. 
В Великую Отечественную войну погибли 127 жителей посёлка. В 1959 году в посёлке построили детский сад и ясли. В 1965 году в посёлке построили новую типовую двухэтажную школу.

## Физико-географическая характеристика
Посёлок находится в пределах Приволжской возвышенности, являющейся частью Восточно-Европейской равнины, в Озёрном доле (бассейн реки Терешка), на высоте около 100 метров над уровнем моря. Почвы - чернозёмы солонцеватые.
Посёлок расположен примерно в 27 км по прямой в северном направлении от районного центра города Хвалынска. По автомобильным дорогам расстояние до районного центра составляет 40 км, до областного центра города Саратов - 270 км.
Часовой пояс
Северный, как и вся Саратовская область, находится в часовой зоне МСК+1. Смещение применяемого времени относительно UTC составляет +4:00.

## Население
Динамика численности населения по годам:
| Годы      | 2002 |
| --------- | ---- |
| Население | 741  |

| 2002 | 2010 |
| ---- | ---- |
| 741  | ↘666 |

Национальный состав
Согласно результатам переписи 2002 года русские составляли 69 % населения села.